# Моря, полные устриц
«Моря, полные устриц» («О всех морях с устрицами», «И устрицами полные моря»; англ. Or All the Seas with Oysters) — фантастический рассказ Аврама Дэвидсона (1958). В 1958 году произведение получило Премию Хьюго за лучший рассказ 1958 года.

## Содержание
Магазин по продаже велосипедов. Два владельца-продавца: Оскар, любитель женщин и пива, и Фред, любитель книг и своего постоянно усовершенствуемого французского гоночного велосипеда. Однажды Оскар, дабы продолжить знакомство с любительницей езды на гоночных велосипедах, вопреки воле компаньона, взял его «любимца» прокатиться и вернул уже поздно вечером. Видя в какой неряшливый вид приведён велосипед, Фред выходит из себя и начинает кромсать его ножом и ломать руками. В итоге «любимец» оказывается позади магазина. Когда Фред с Оскаром в следующий раз заглядывают на задний двор, то находят велосипед целым и невредимым. Это рождает у Фреда, недавно ознакомившегося с рядом книг по биологии, странную для Оскара идею.

## История опубликования
- май 1958 года — Galaxy Science Fiction
- апрель 1959 года — сборник «The Fourth Galaxy Reader»
- 1962 год — сборник «Or All the Seas with Oysters» Аврама Дэвидсона
- 1962 год — антология «The Hugo Winners»
- 1982 год — сборник «Avram Davidson: Collected Fantasies»
- 1993 год — журнал «Если», № 1

## Награды
- 1958 год — Премия «Хьюго» за лучший рассказ[1]